# Königliche Museen der Schönen Künste

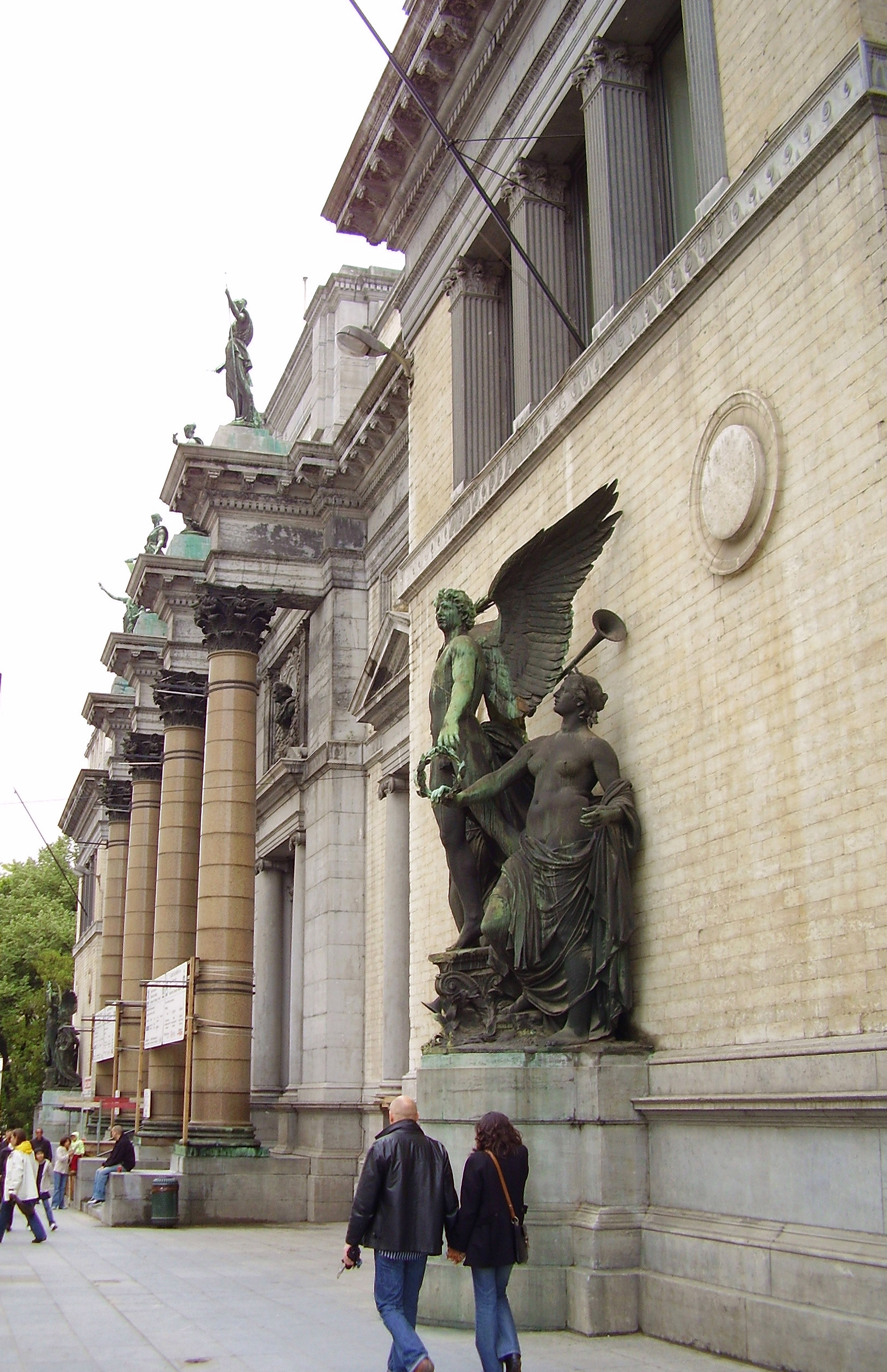
Museum für alte Kunst

Die Königlichen Museen der Schönen Künste (frz. Musées royaux des Beaux-Arts de Belgique, niederl. Koninklijke Musea voor Schone Kunsten van België ) beherbergen die Gemälde- und Skulpturensammlungen des belgischen Staates in Brüssel. Zu den Museen gehören das in unmittelbarer Nähe zum Königsschloss befindliche Museum für Alte Kunst und das Museum für Moderne Kunst, die benachbarten Häuser des Fin-de-Siècle Museum und des Magritte Museum, sowie in Ixelles das Antoine Wiertz Museum und das Constantin Meunier Museum.

## Geschichte
Während der Besetzung der Österreichischen Niederlande durch die französischen Revolutionstruppen kam es ab 1794 in Brüssel zu zahlreichen Beschlagnahmungen von Kunstwerken. Diese wurden in Lagerhäusern zusammengetragen und teilweise nach Paris verbracht. Die verbleibende Sammlung diente nach dem Chaptal-Erlass 1801 als Grundstock des gegründeten Museums in Brüssel, welches zwei Jahre später im Palast der österreichischen Statthalter erstmals für das Publikum öffnete. In den Folgejahren gelangten weitere wichtige Kunstwerke aus dieser Sammlung nach Paris, die erst nach der Absetzung Napoleons zusammen mit anderen Werken nach Brüssel zurückkehrten. Seit 1811 befand sich das Museum im Besitz der Stadt Brüssel. Nach der Gründung des Vereinigten Königreichs der Niederlande konnten unter König Wilhelm I das Museum und seine Sammlungen erheblich erweitert werden. 1835 ordnete König Leopold I in der nunmehr belgischen Hauptstadt die Schaffung eines nationalen Museums für belgische Künstler an. Sieben Jahre später kam es zur Vereinigung der städtischen und königlichen Sammlungen, welches ab 1846 Königliches Museum der Gemälde und Skulpturen von Belgien hieß. Bereits im Vorjahr entstand eine eigene Abteilung für zeitgenössische Kunst.
1887 konnte der von Alphonse Balat entworfene Neubau an der Rue de la Régence eröffnet werden, welcher seitdem die Abteilung für Alte Kunst beherbergt. Die Sammlung mit Kunstwerken des 19. Jahrhunderts blieb weiterhin im ehemaligen Palast der Habsburger. Erst knapp 100 Jahre später erhielt das Museum einen Anbau für die inzwischen um die Kunst des 20. Jahrhunderts angewachsene Sammlung der Abteilung für Moderne Kunst. Dieses von Roger Bastin entworfene Gebäude befindet sich an der Rue de Musée. Die Ausstellungsräume sind teilweise unterirdisch um einen halbkreisförmigen Lichtschacht angeordnet und konnten 1984 eingeweiht werden. 2009 eröffnete im angrenzenden Gebäude des Hôtel Altenloh das dem belgischen Surrealisten René Magritte gewidmete Magritte Museum. Seit 2013 ist im zuvor als Museum für Moderne Kunst genutzten Gebäude das neue geschaffene Fin-de-Siècle Museum untergebracht. Zukünftig soll zudem ein eigenes Haus für die Sammlungen des 20. und 21. Jahrhunderts (Musée Modern Museum) entstehen.

## Sammlungen

### Museum für Alte Kunst

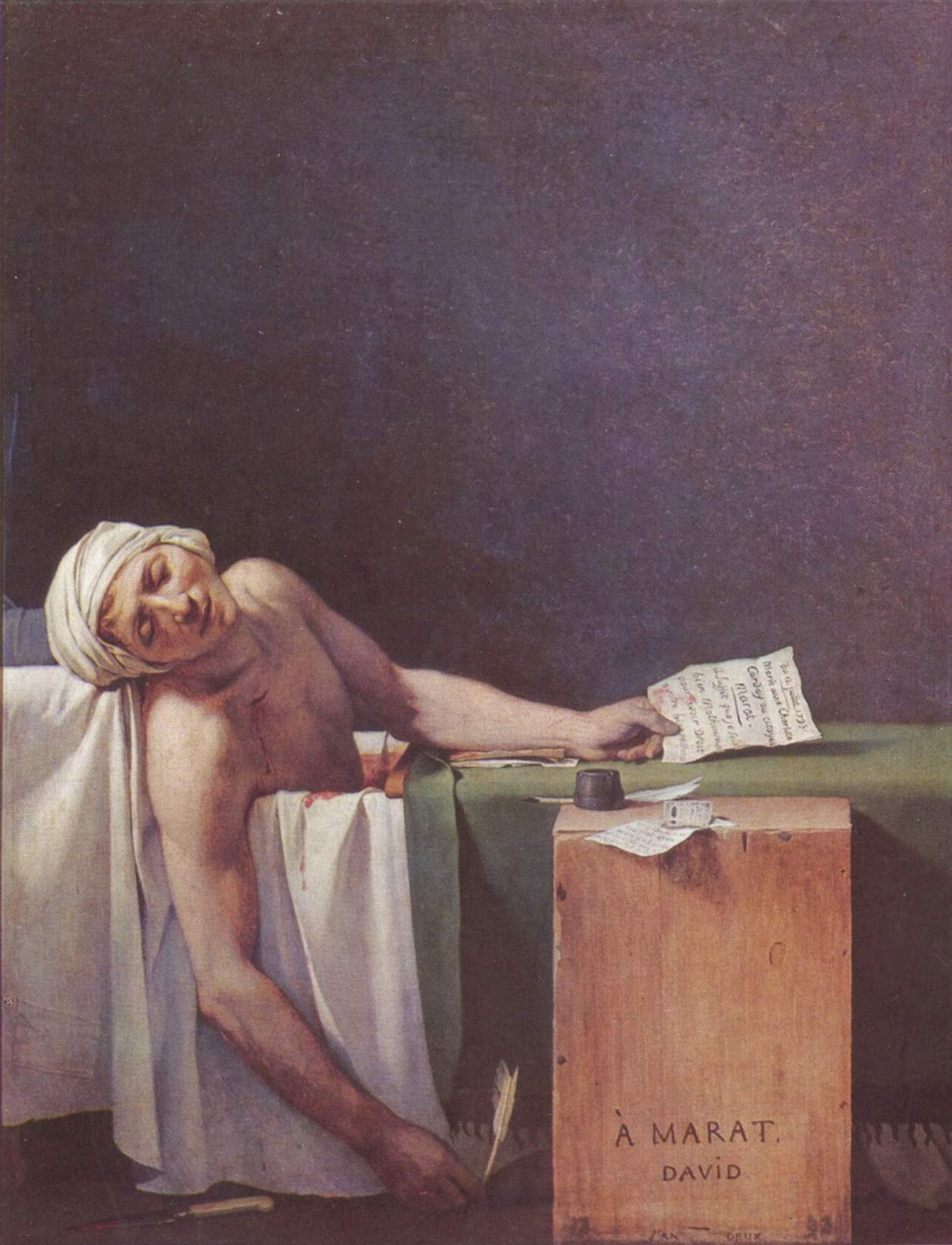
Jacques-Louis David:
Der Tod des Marat

Die Sammlung des Museums für Alte Kunst umfasst etwa 1.200 Werke europäische Kunst vom 14. bis zum 18. Jahrhundert. Der Schwerpunkt liegt bei der flämischen Malerei, wobei nahezu alle Künstler mit wichtigen Werken vertreten sind. Zu den wichtigsten Gemälden gehören Die Verkündigung des Robert Campin, eine Pietà und zwei Porträts von Rogier van der Weyden, mehrere religiöse Darstellungen von Dierick Bouts, Petrus Christus und Hugo van der Goes, einige Porträts und das Martyrium des Hl. Sebastian von Hans Memling, die Jungfrau mit dem Kinde und ein Triptychon der Bruderschaft der Hl. Anna zu Löwen von Quentin Massys und eine Venus mit Amor sowie zwei Stifterporträts von Jan Mabuse.
Ganze Werkgruppen besitzt das Museum von Pieter Brueghel dem Älteren, Peter Paul Rubens, Jacob Jordaens und Anthonis van Dyck. 
Zu sehen sind von Brueghel: 
- Der Fall der widerständigen Engel, Die Anbetung der Könige, Winterlandschaft mit Schlittschuhläufern und Vogelfalle, Die Volkszählung zu Bethlehem, Landschaft mit dem Sturz des Ikarus und der Gähner.

Von Rubens zeigt das Museum u. a.: 
- Christus und die Ehebrecherin, Negerköpfe, Die Anbetung der Weisen, Die Kreuztragung, Die Himmelfahrt (vormals Kloster der Unbeschuhten Karmeliten), Das Martyrium des Hl. Livinius, Das Martyrium der Hl. Ursula, Landschaft mit der Jagd Atalantes, Bildnis des Petrus Pecquius, Die Wunder des Hl. Benedikt, Der Sturz des Ikaros, Der Sturz der Titanen und eine Marienkrönung.

Von Jacob Jordaens sind im Museum die Bilder:
- Huldigung der Pomona, Sankt Martin heilt einen Besessenen, Susanna mit den Greisen, Pan und Syrinx und Satyr und Bauer, zu sehen.

Zu den Bildern Anthonis van Dycks im Museum gehören:
- Bildnis des Jean-Charles della Faille, Bildnis des Franz Duquesnoy, Bildnis einer genuesischen Dame und ihrer Tochter, Rinaldo und Armida und eine Kreuzigung Christi.

Weitere Gemälde der flämischen Malerei sind eine Hochzeit im Freien von Pieter Brueghel dem Jüngeren, Die Vorratskammer und Die Hirschjagd von Frans Snyders, Trinker am Tisch von Adriaen Brouwer, Flämische Kirmes, Die Kartenspieler und ein Stillleben von David Teniers dem Jüngeren.
Die holländische Malerei ist im Museum mit wenigen, aber qualitätvollen Bildern vertreten. Hierzu gehören eine Kindergruppe und einige Porträts von Frans Hals, das Bildnis des Nicolaas van Bambeeck von Rembrandt, Das gemeinsame Glas von Pieter de Hooch, Die Mahlzeit von Gabriel Metsu und eine Ansicht der Haarlemersee von Jacob Izaaksoon van Ruisdael.
Beispiele der französischen Malerei im Museum sind Äneas bei der Hirschjagd an der Küste Libyens von Claude Lorrain, Brunnen und Säulengang in einem Park von Hubert Robert und das Porträt des George Gougenot de Croissy von Jean-Baptiste Greuze. Weitere bedeutende Werke sind Der Tod des Marat von Jacques-Louis David und Auguste écoutant la lecture de l'Enéide von Jean-Auguste-Dominique Ingres.
Die italienische Malerei ist mit einigen Künstlern der venezianischen Schule im Museum vertreten. Hierzu gehören eine Hl Jungfrau mit Kind und ein Hl. Franziskus von Carlo Crivelli, Das Martyrium des Hl. Markus von Jacopo Tintoretto, Die göttlichen Tugenden von Giovanni Battista Tiepolo und eine Vedute von Francesco Guardi.
Von Lucas Cranach dem Älteren besitzt das Museum neben Adam und Eva und Venus und Amor auch das bekannte Porträt des Dr. Scheyring, welches in Deutschland viele Jahre auf dem 1000-DM-Schein reproduziert war.

#### Ausgestellte Werke

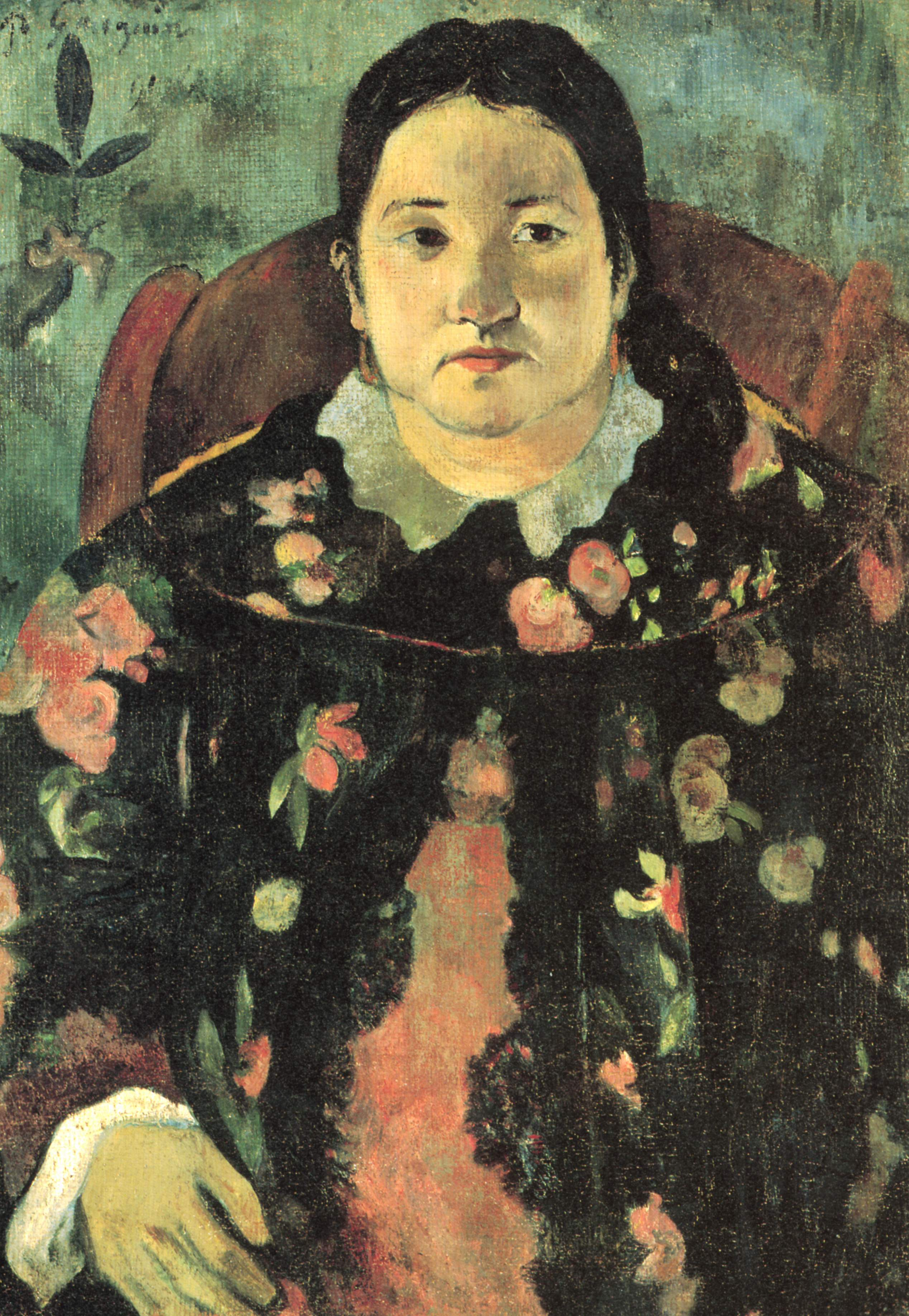
Paul Gauguin: Porträt der Suzanne Bambridge
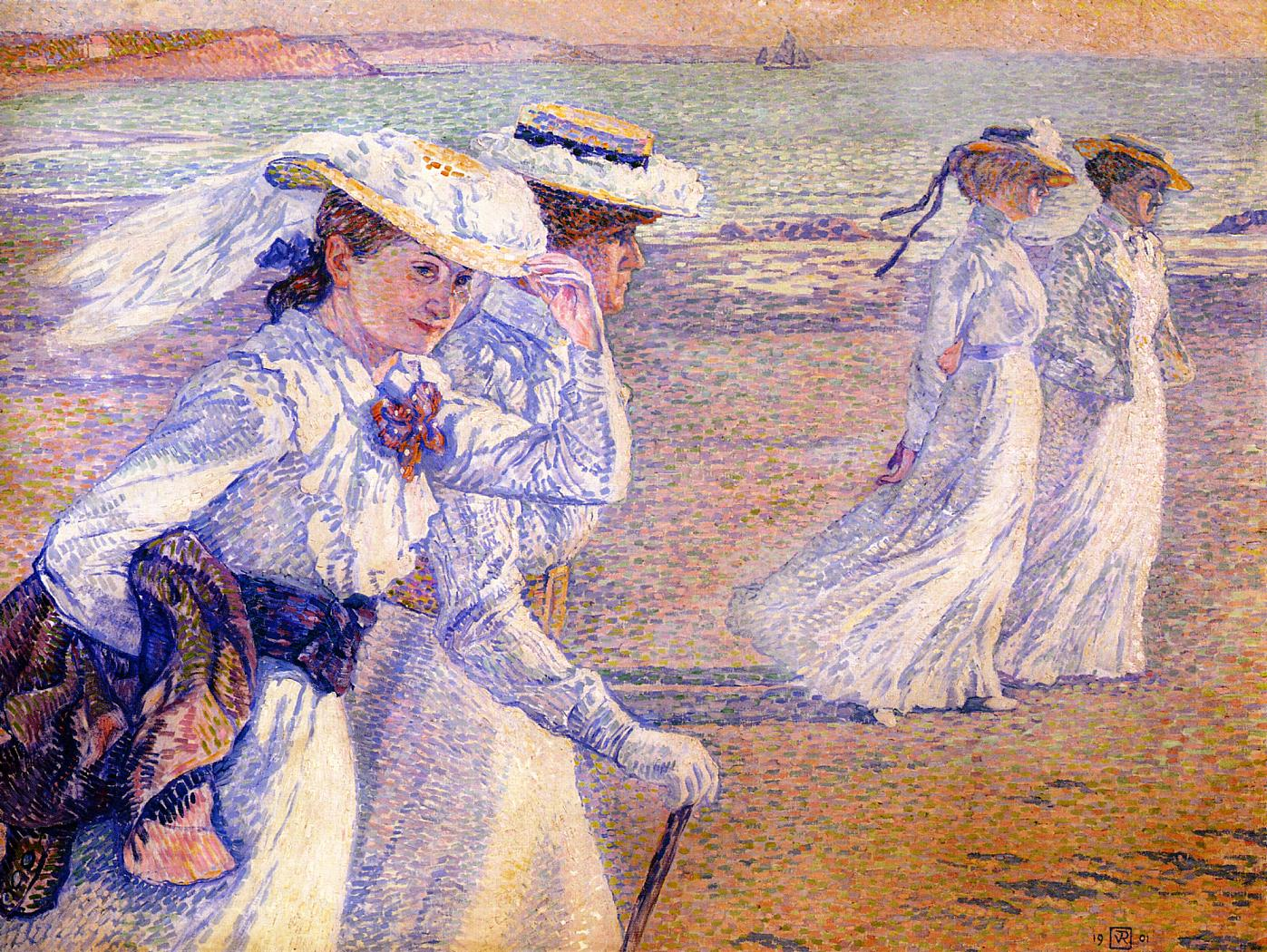
Theo van Rysselberghe: La Promenade
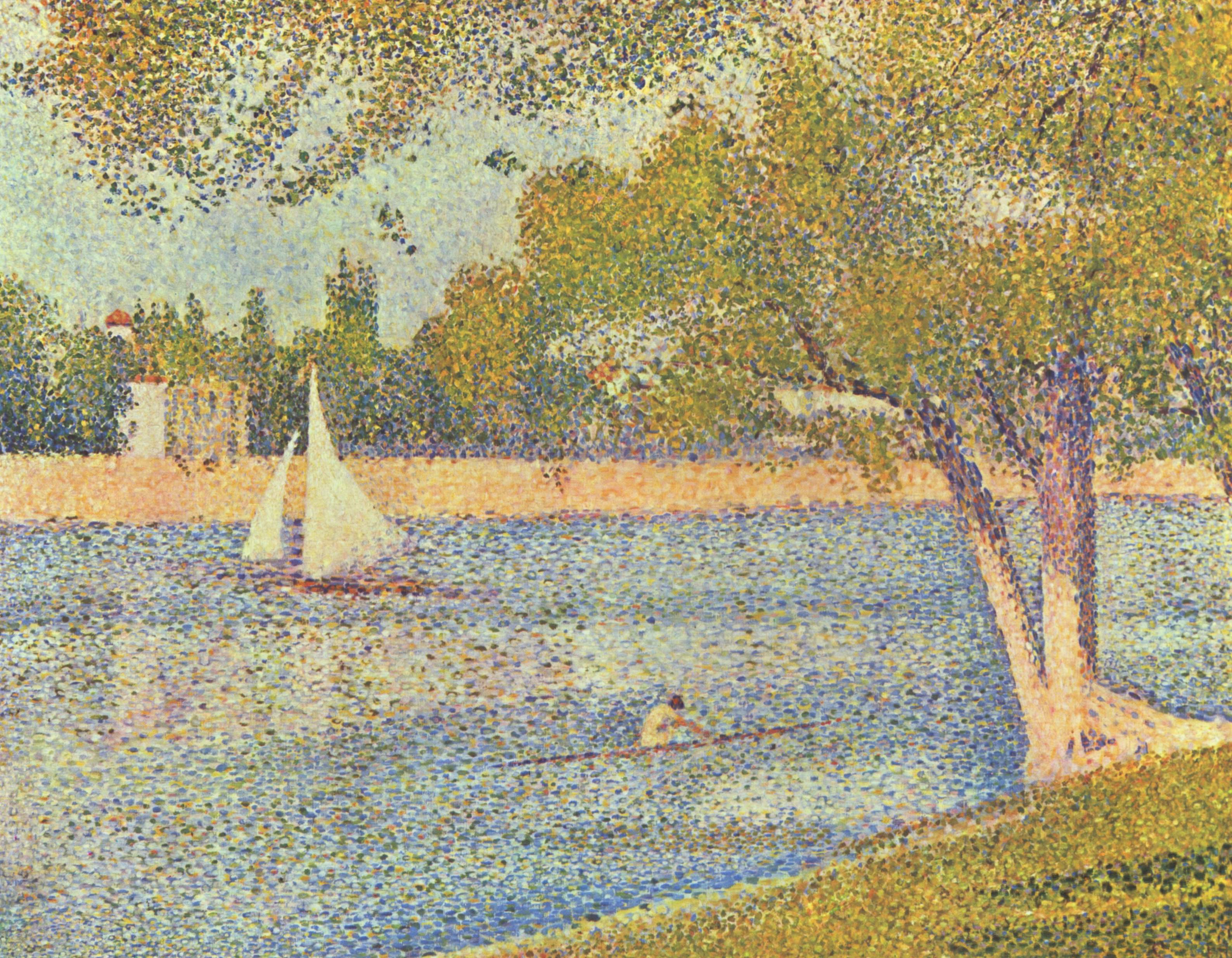
Georges Seurat: Die Seine an der Grand Jatte, Frühling
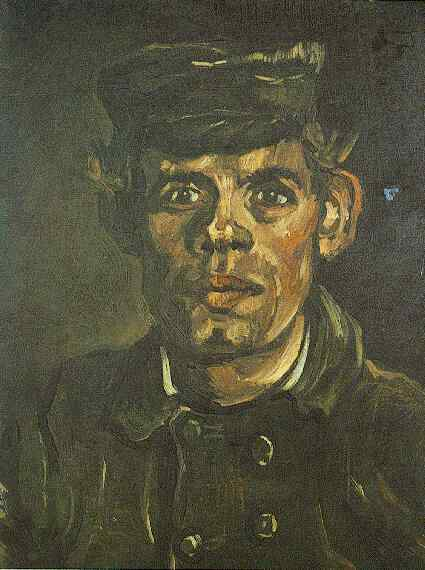
Vincent van Gogh: Kopf eines Bauern
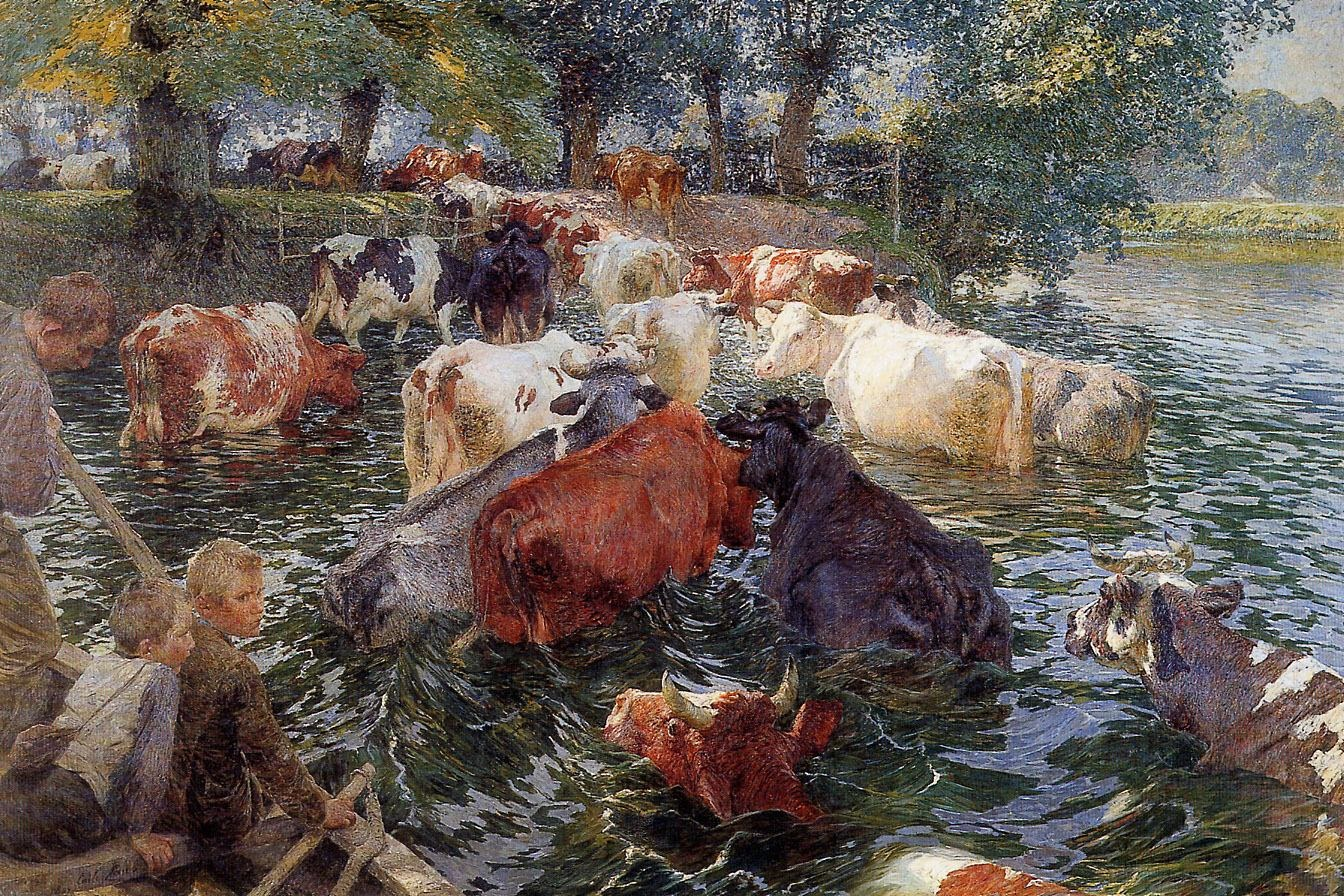
Emile Claus: Vaches traversant la Lys

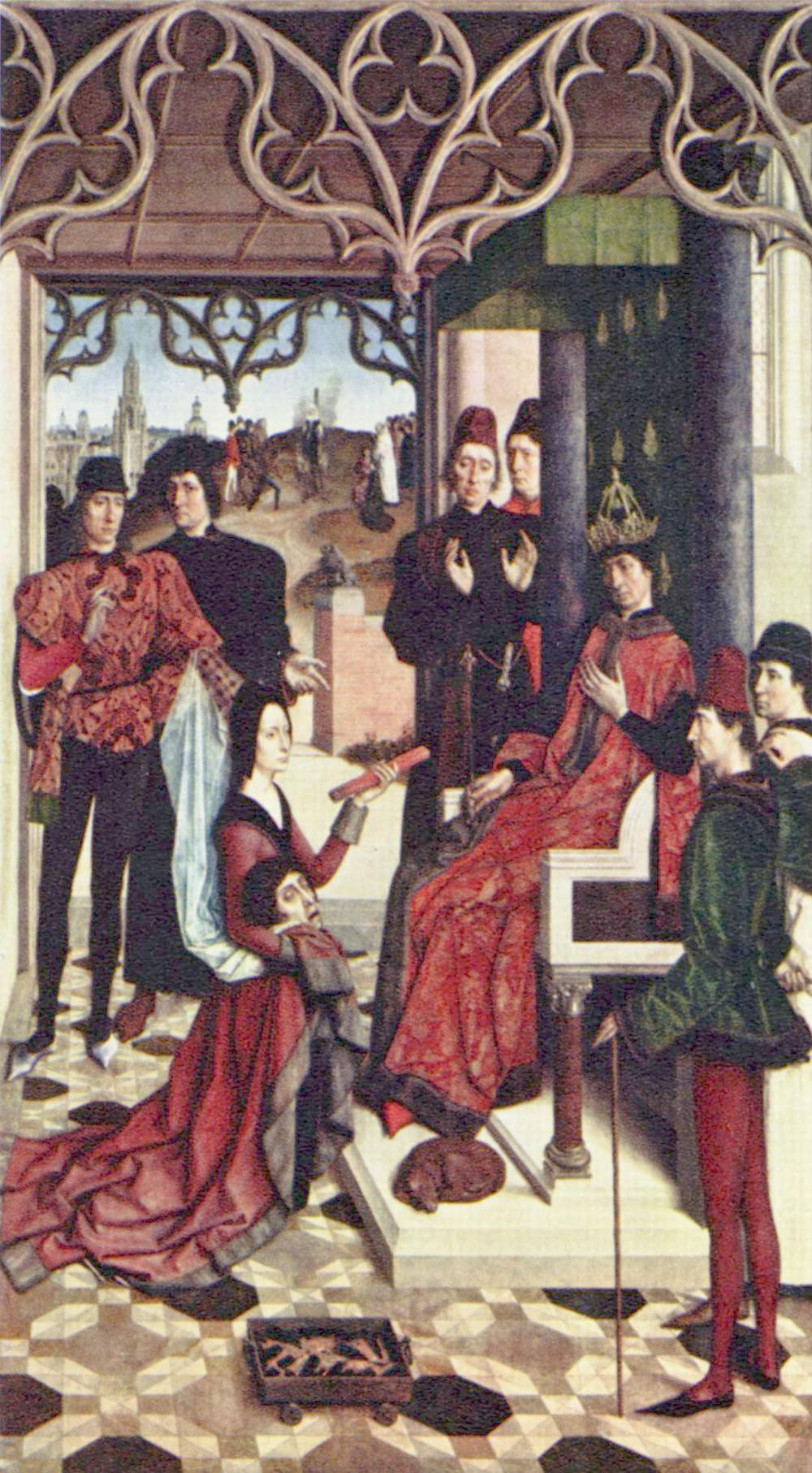
Dieric Bouts: Feuerprobe der Gräfin vor Otto III.
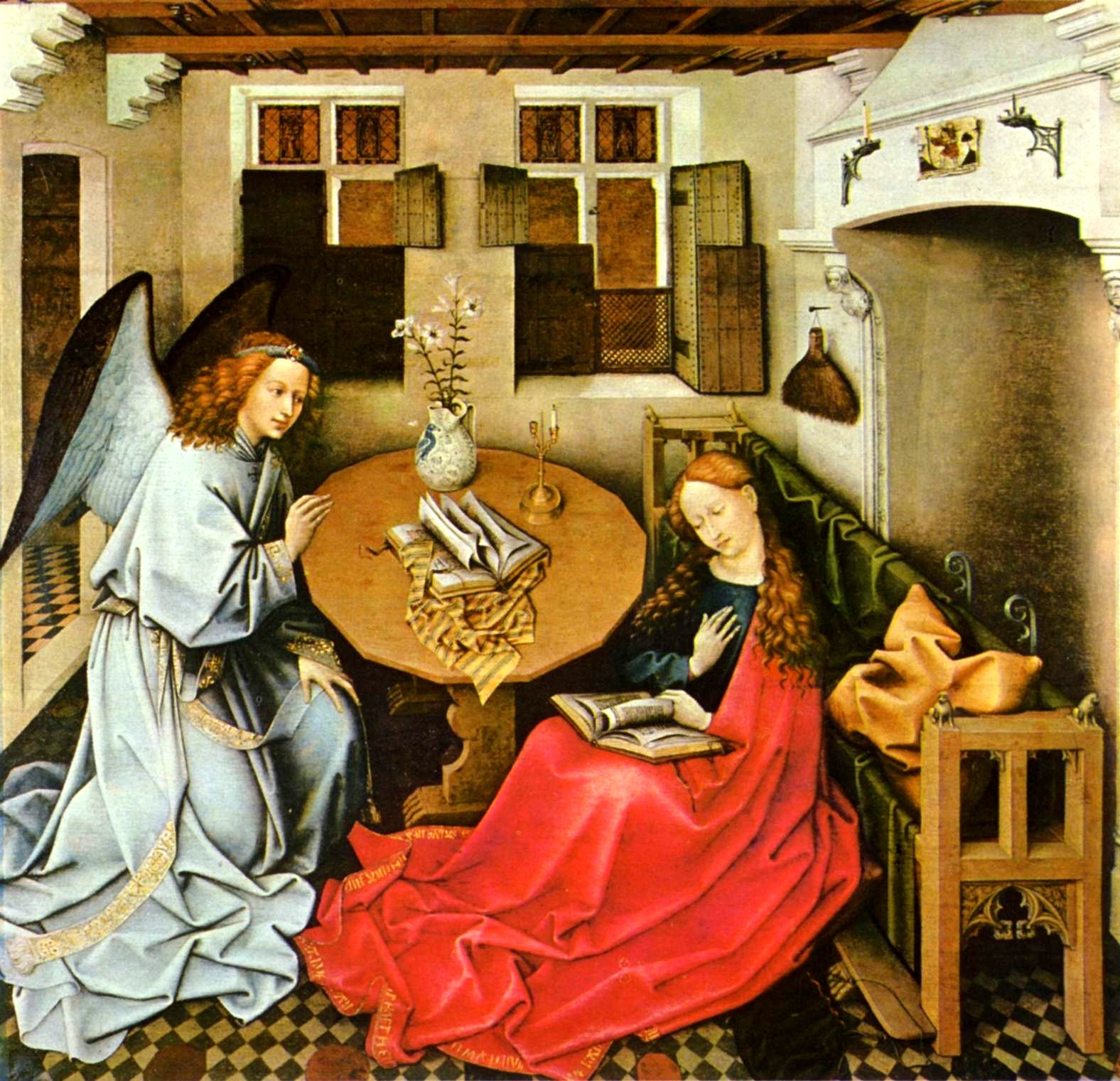
Robert Campin: Die Verkündigung
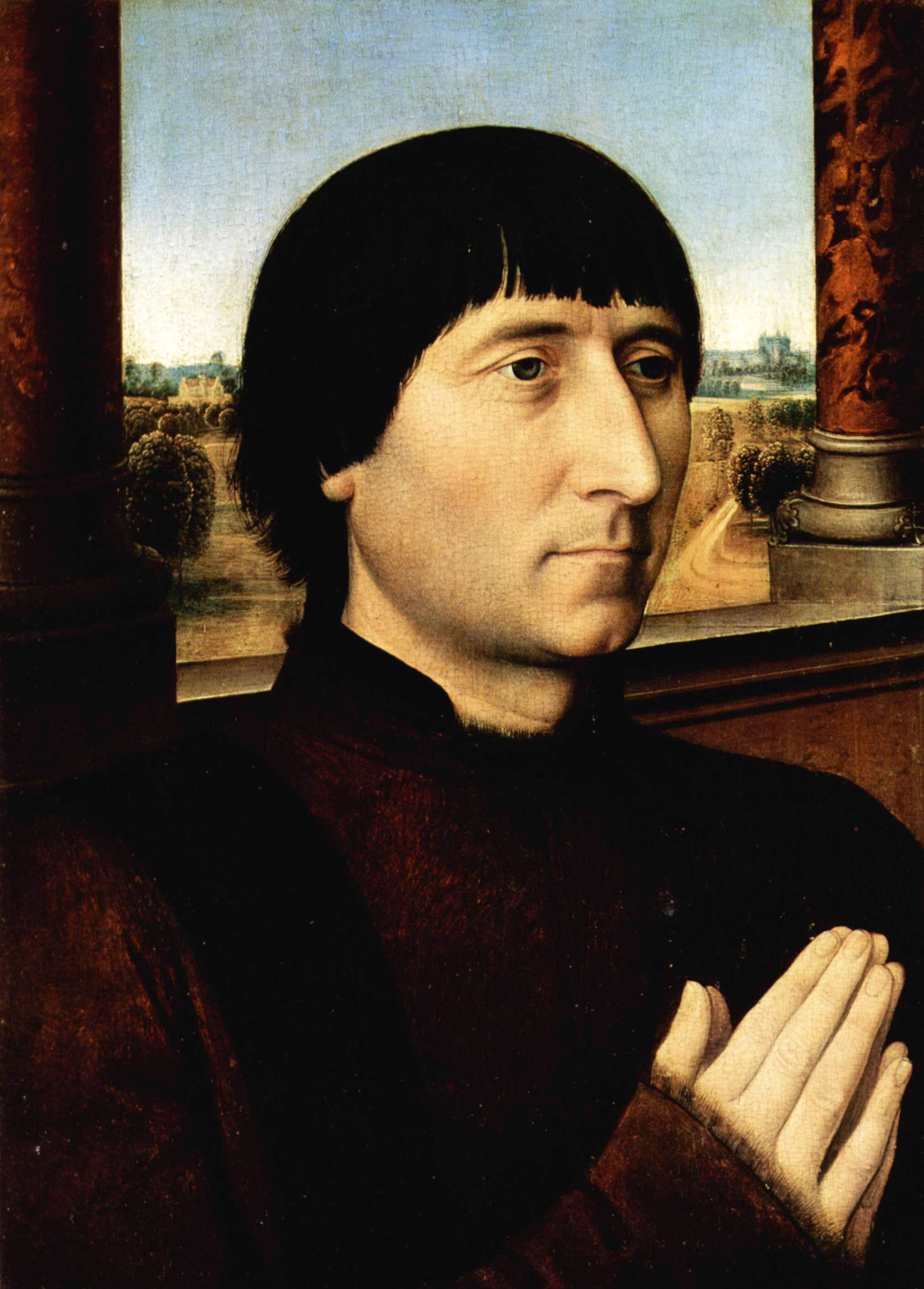
Hans Memling: Porträt des Willem Moreel
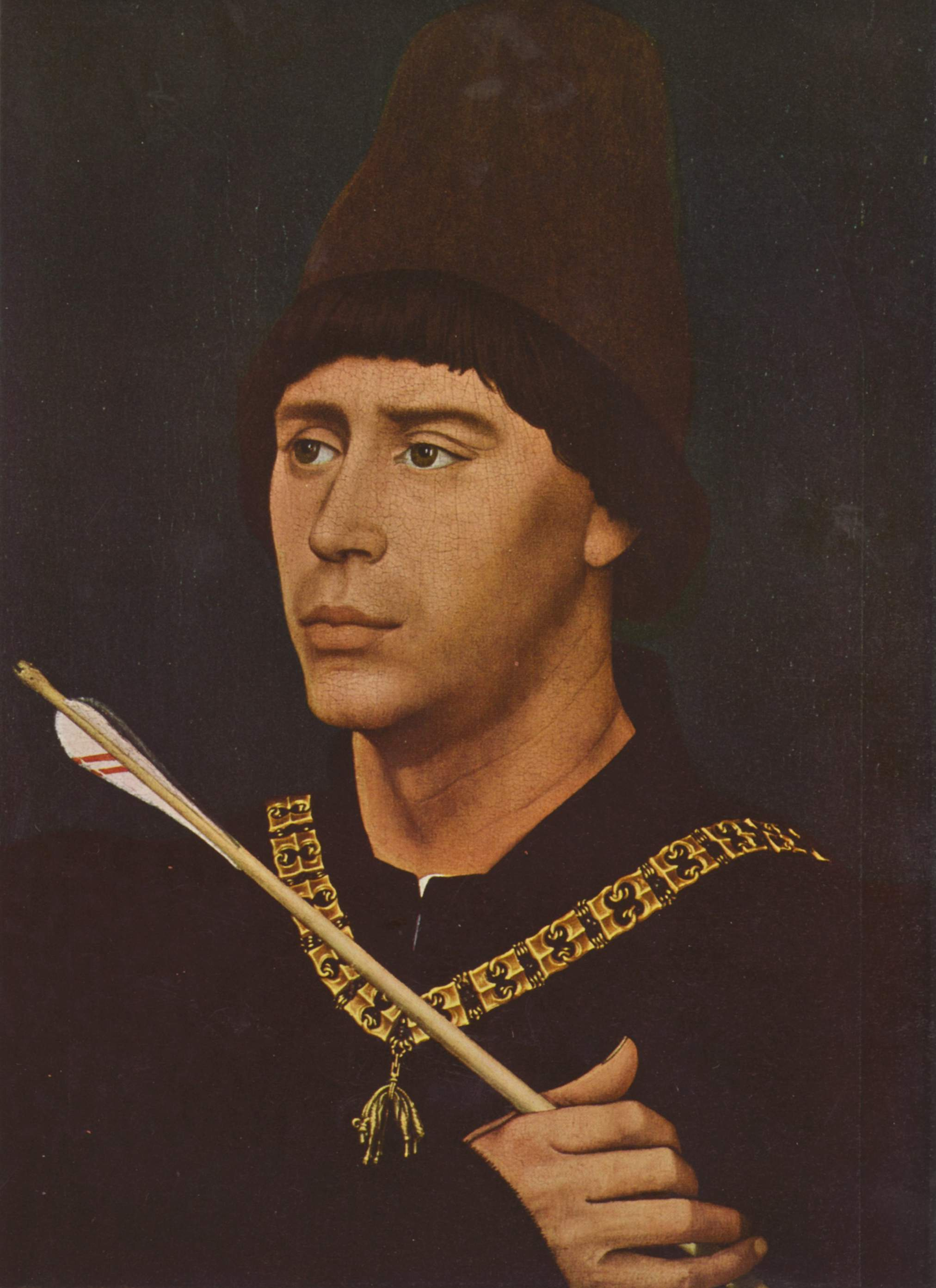
Rogier van der Weyden: Porträt des Grossbastards Anton von Burgund
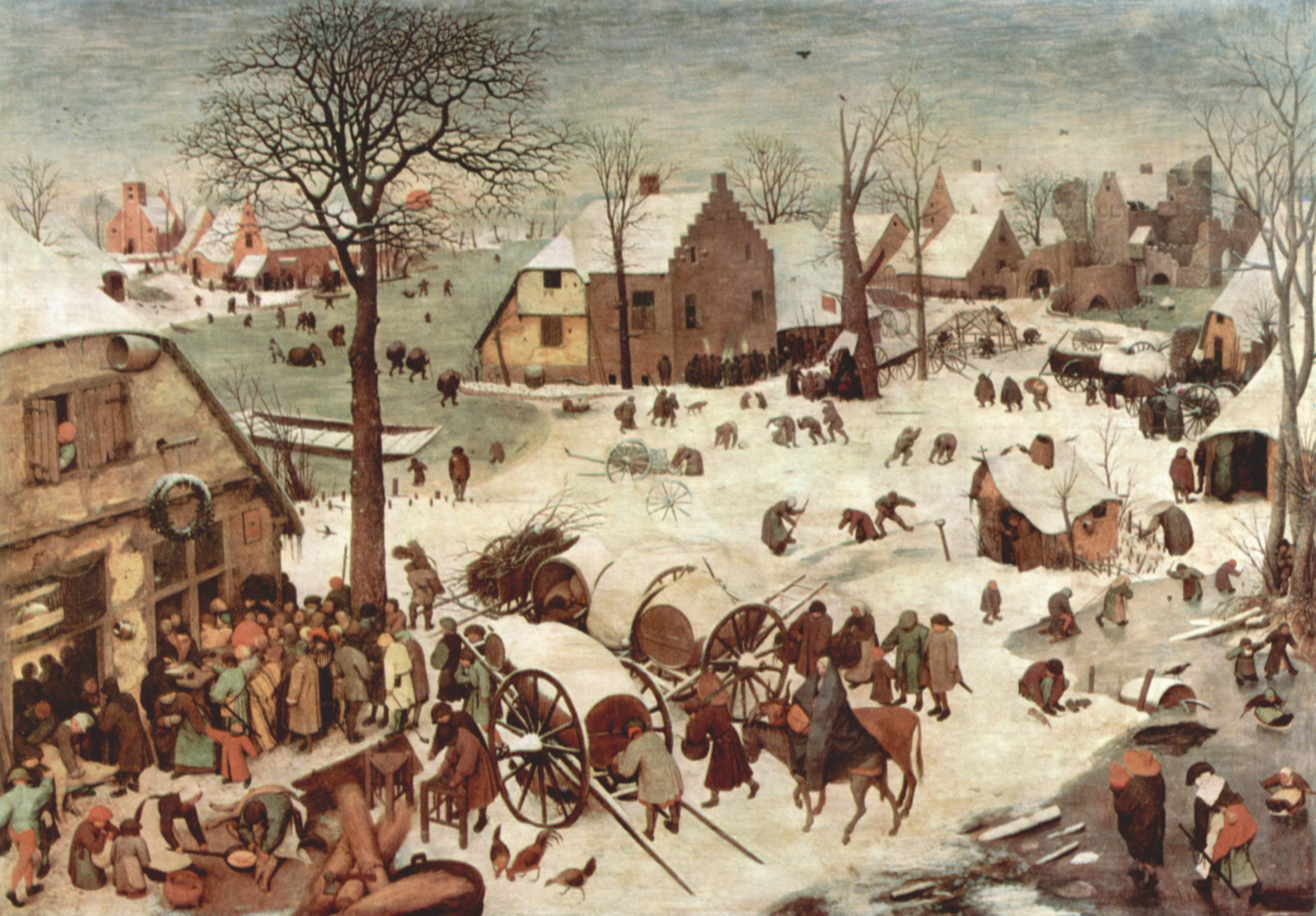
Pieter Bruegel d. Ä.: Volkszählung zu Bethlehem
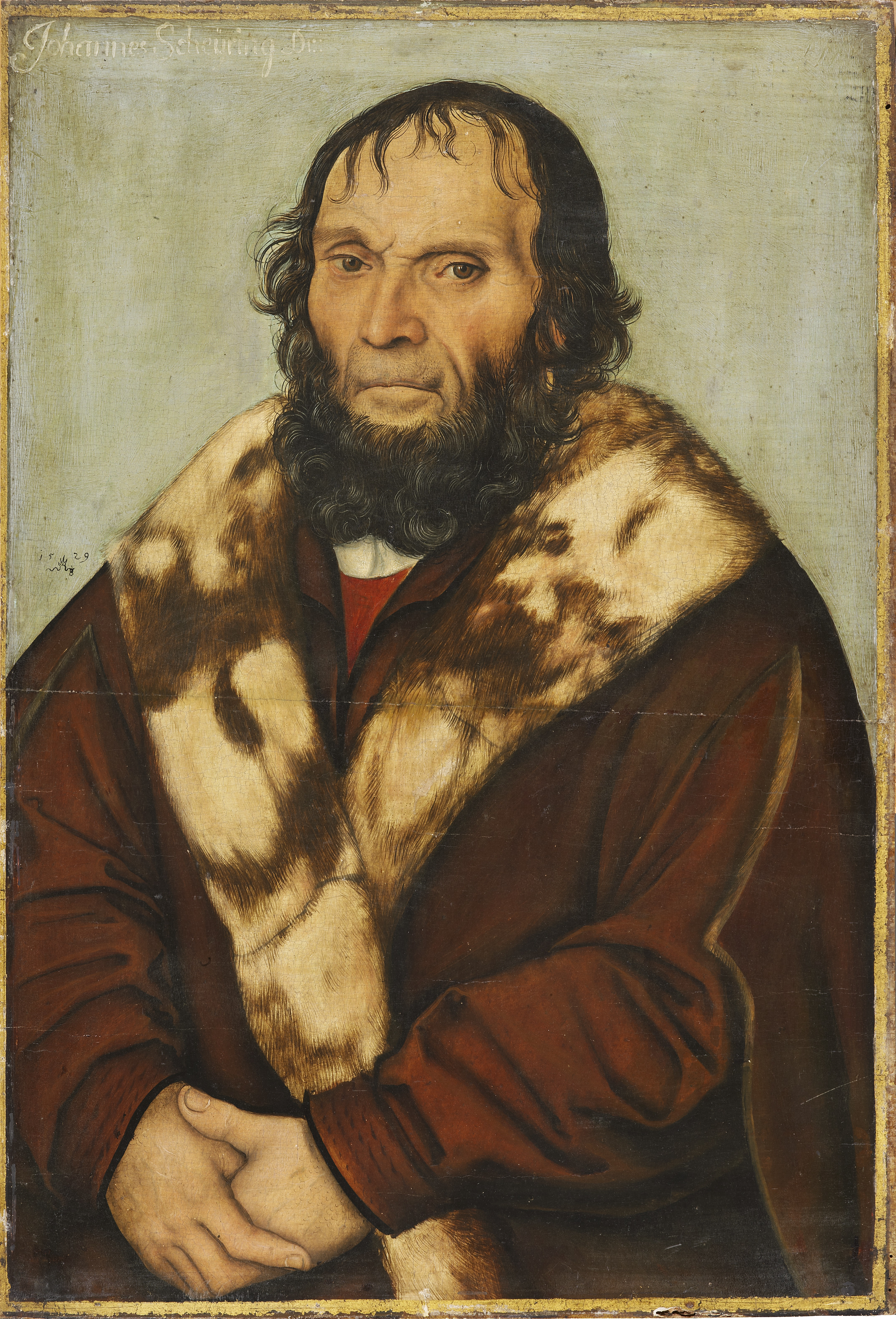
Lucas Cranach d. Ä.: Porträt des Dr. Scheyring
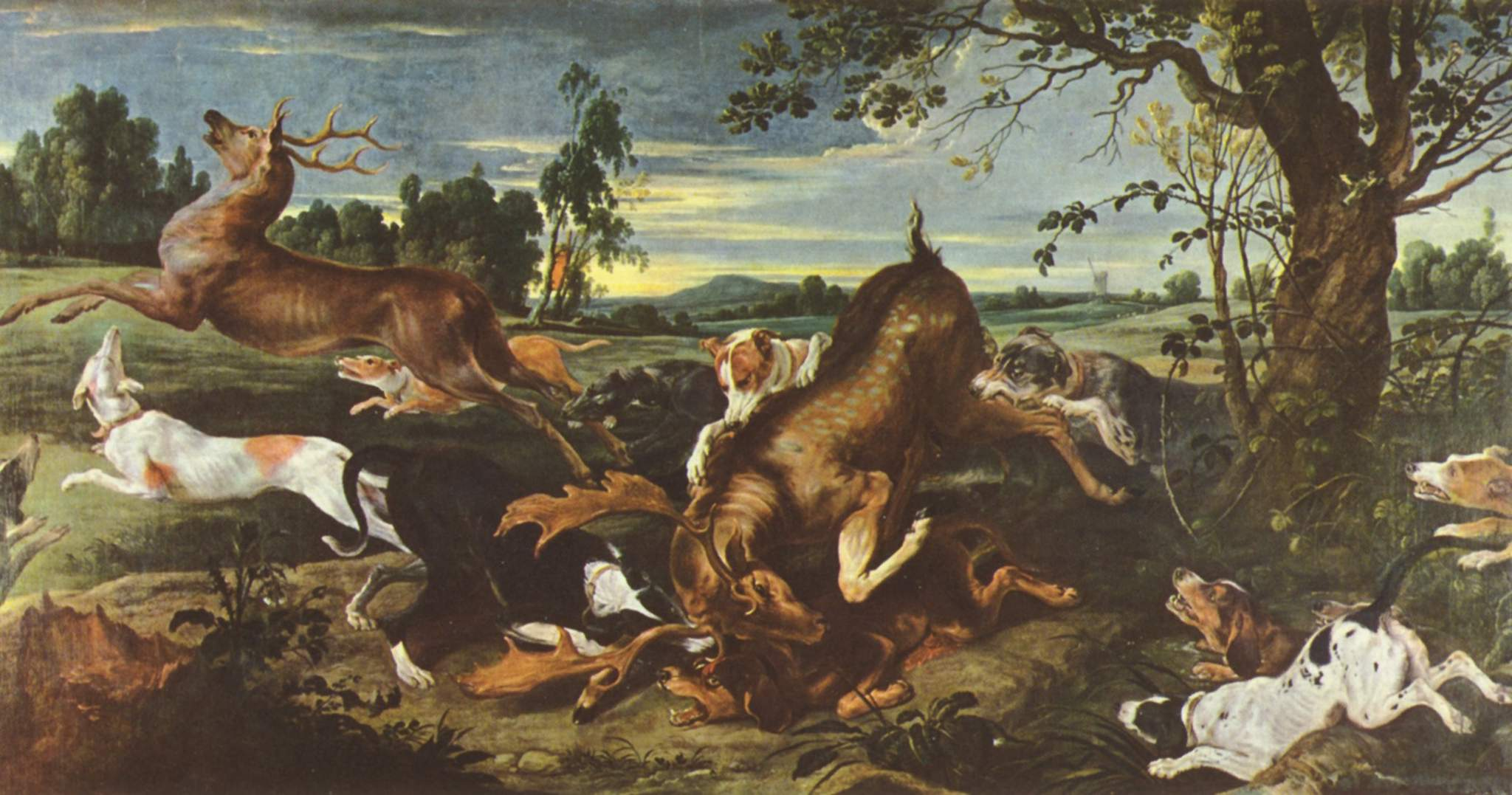
Frans Snyders: Hirschjagd
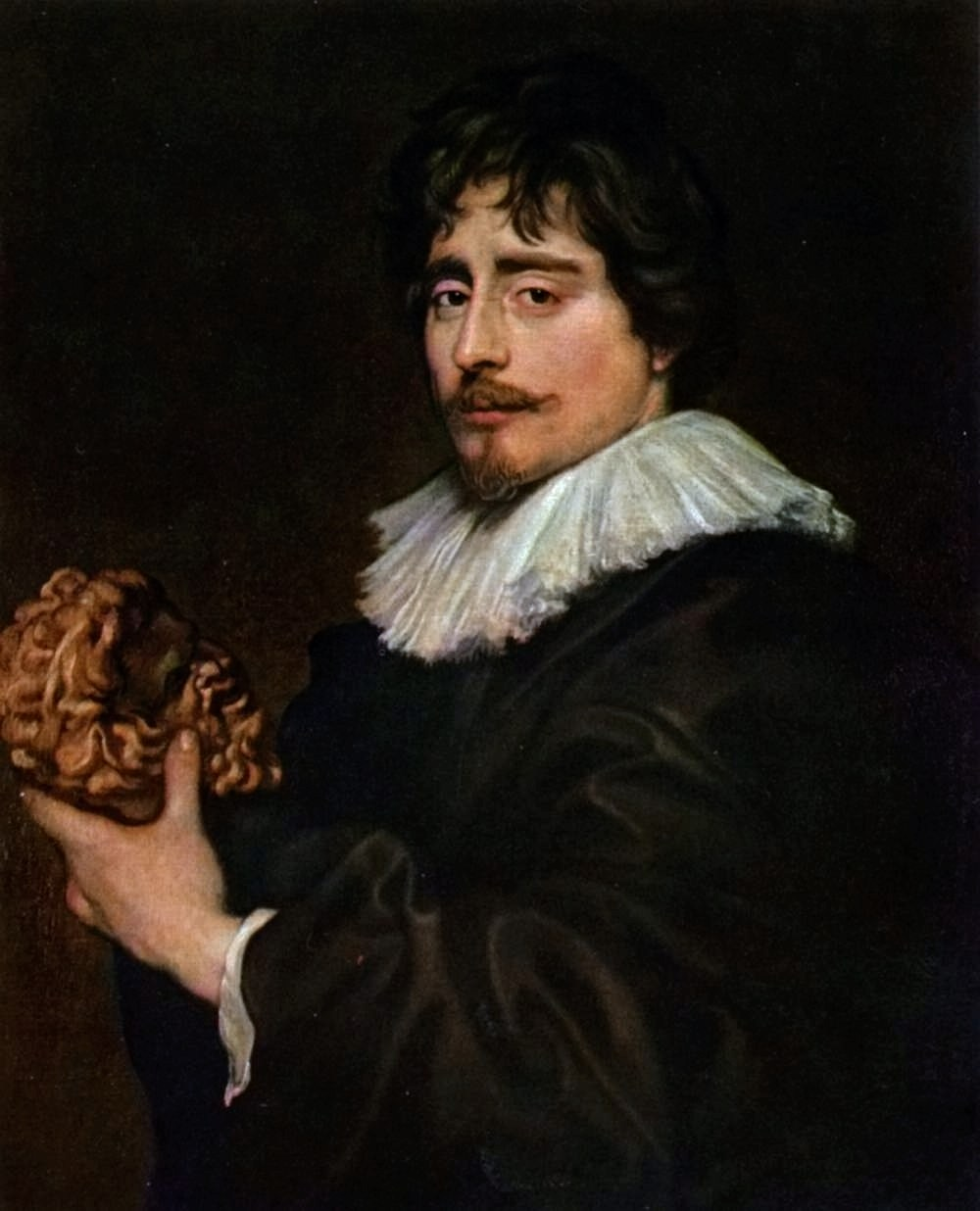
Anthonis van Dyck: Porträt des Bildhauers François Duquesnoy
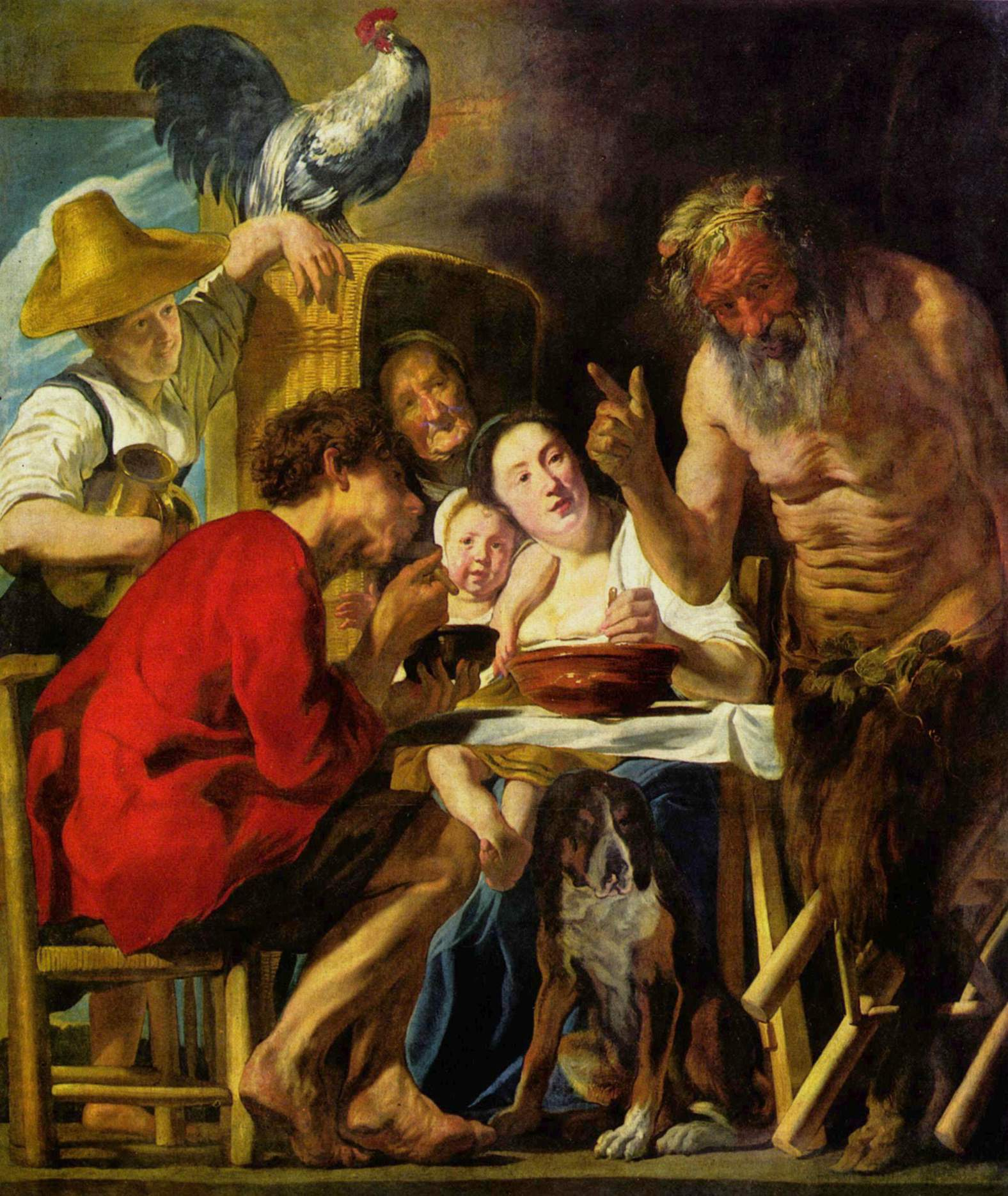
Jakob Jordaens: Satyr beim Bauern
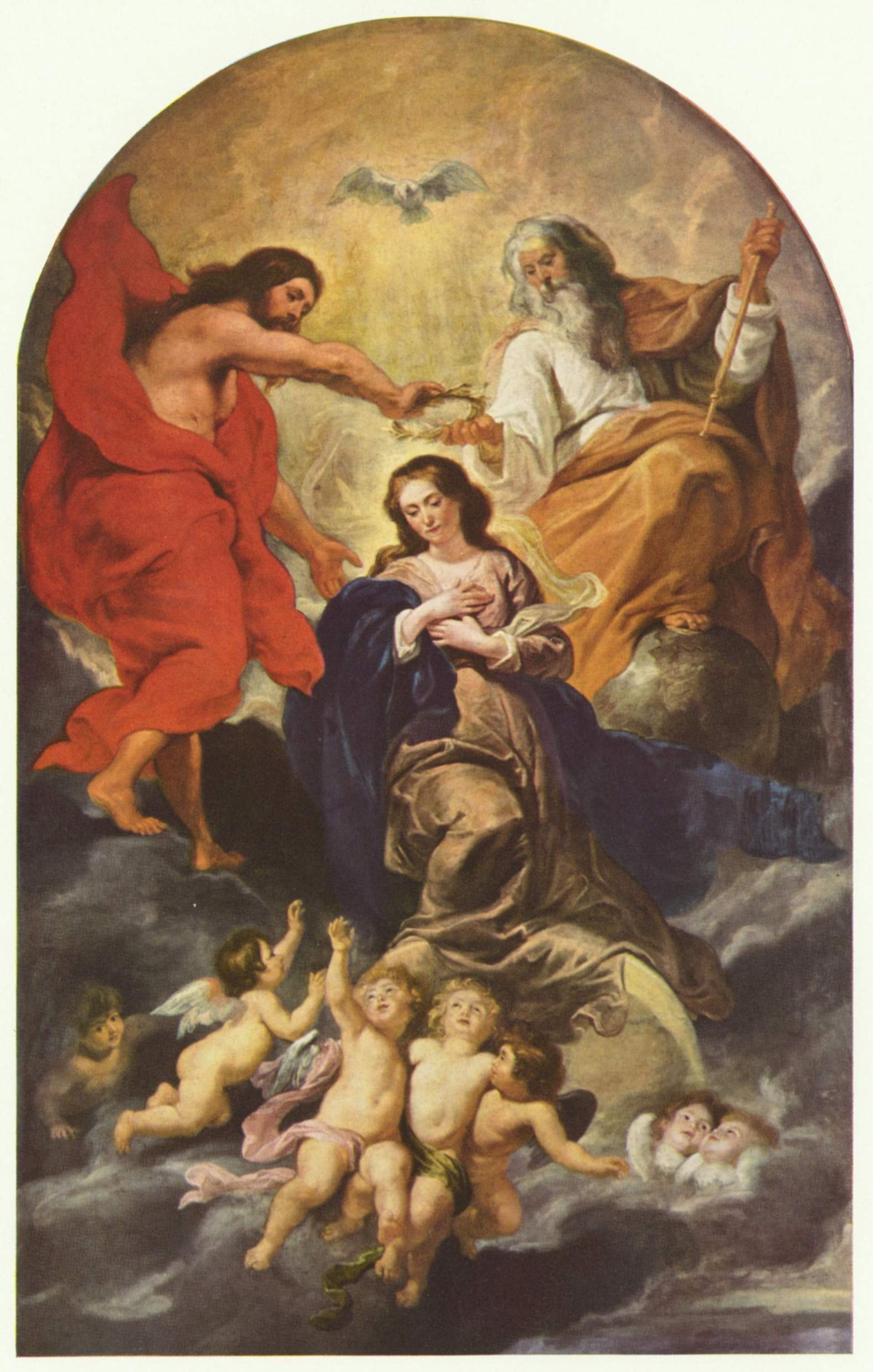
Peter Paul Rubens: Marienkrönung

### Fin-de-Siècle Museum

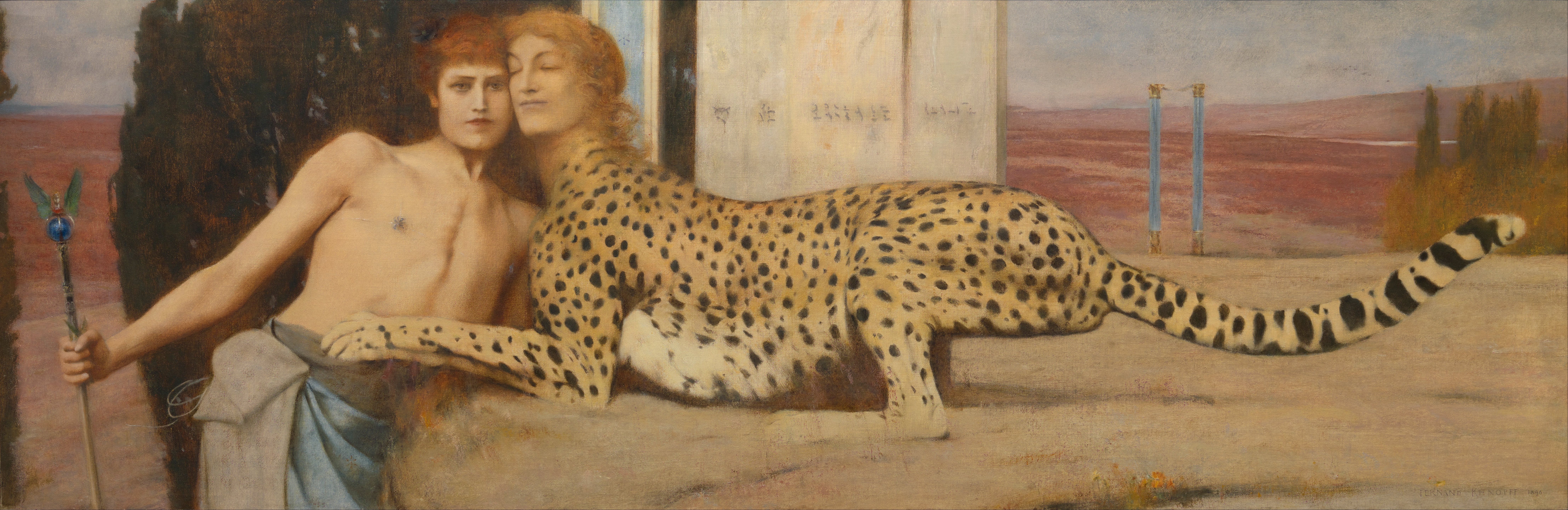
Fernand Khnopff:
Die Zärtlichkeit der Sphinx

Das 2013 eröffnete Museum zeigt Kunstwerke aus der Zeit von 1868 bis 1914, wobei ein Schwerpunkt bei belgischen Künstlern liegt. Zur Sammlung gehören Skulpturen von Constantin Meunier, die häufig Arbeiter und Bergleute darstellen. Von Alfred Stevens, dem bekanntesten Vertreter des belgischen Impressionismus, besitzt das Museum eine Salomé, während Guillaume Vogels mit La neige, soir und Emile Claus mit La récolte du lin und Les asters vertreten sind. Hinzu kommen bedeutende Künstler der Jahrhundertwende wie Henry van de Velde mit Faits du village. VII. La fille qui remaille, Théo van Rysselberghe mit La promenade, James Ensor mit La musique russe und Fernand Khnopff, von dem das Museum das bekannte Werk Die Zärtlichkeit der Sphinx zeigt.
Weitere Werke des 19. Jahrhunderts sind eine Paysage à Ornans von Gustave Courbet und ein Portrait de Mlles Louise Riesener et Eva Callimaki-Catargi von Henri Fantin-Latour. Zu den Arbeiten französischer Künstler der Jahrhundertwende gehören das Porträt der Suzanne Bambridge von Paul Gauguin, Die Seine an der Grand Jatte, Frühling von Georges Seurat, La calanque von Paul Signac, Les deux écoliers von Édouard Vuillard, eine  Landschaft von Maurice de Vlaminck und Auguste Rodins Skulptur Cariatide tombée portant sa pierre. Hinzu kommen Die Hochzeit der Psyche von Edward Burne-Jones, Vincent van Goghs Darstellung eines Bauern aus dem Jahr 1885 und ein Blumenstillleben von Lovis Corinth.

#### Ausgestellte Werke
- Paul Gauguin: 
Porträt der Suzanne Bambridge
- Theo van Rysselberghe: 
La Promenade
- Georges Seurat: 
Die Seine an der Grand Jatte, Frühling
- Vincent van Gogh: 
Kopf eines Bauern
- Emile Claus: 
Vaches traversant la Lys

### Museum für Moderne Kunst
Seit der Eröffnung 1984 zeigte das Museum Kunstwerke vom 19. Jahrhundert bis zur Gegenwart. Nach der Eröffnung des Magritte Museum im Jahr 2009 wurde das Museum für Moderne Kunst geschlossen. Im vormaligen Gebäude des Museums ist seit 2013 das neu geschaffene Fin-de-Siècle Museum untergebracht. Für die Kunst des 20. und 21. Jahrhundert ist ein eigenes Haus geplant. Vorgesehen hierfür ist das Vanderborght-Gebäude im Stadtzentrum nahe der Galeries Royales Saint-Hubert. Bis zur Eröffnung eines eigenen Hauses ist eine Auswahl von Kunstwerken der Moderne in Wechselausstellungen im Museum für Alte Kunst zu sehen.
Zur Sammlung des Museums gehören mehrere Werke der Surrealisten. Von Paul Delvaux besitzt das Museum Le couple, Pygmalion und mit Train du soir ein für den Künstler typisches Eisenbahnmotiv. Ergänzt werden diese Arbeit durch L'armée céleste von Max Ernst und eines der populärsten Bilder dieser Abteilung, Die Versuchung des Heiligen Antonius von Salvador Dalí.
Von der Künstlergruppe CoBrA, zu dessen Zentren Brüssel gehörte, sind im Museum Bilder der Maler Pierre Alechinsky, Asger Jorn und Karel Appel zu sehen. Zu den Bildern der klassischen Moderne im Museum gehören das Porträt des Ernst Reinhold von Oskar Kokoschka, Zwei Kinder von Otto Dix, eine Ansicht von Marseille von Raoul Dufy, Danseuse espagnole von Joan Miró, Les raisins von Georges Braque, Guitare et compotier von Pablo Picasso, Clair de lune, Moi et le village und Moi, Marc Chagall von Marc Chagall, L'éclipse von Francis Picabia und ein Blumengarten von Emil Nolde sowie die Skulptur Mirr von Hans Arp.
Aus der Zeit nach dem Zweiten Weltkrieg stammen die Werke Le burg dévasté von Jean Dubuffet, Le pape aux hiboux von Francis Bacon, Homage to the Square von Josef Albers und Skulpturen von Henri Laurens, Rik Wouters sowie ein Mobile von Alexander Calder. Die international ausgerichtete Sammlung zeitgenössischer Kunst zeigt Arbeiten von Dado, Jannis Kounellis, Donald Judd, Ian Hamilton Finlay, Sol LeWitt, Francis Bacon, Dan Flavin, Panamarenko und Thomas Ruff. Besonders umfangreich ist die Werkgruppe des belgischen Künstlers Marcel Broodthaers.

### Künstlermuseen
Neben dem 2009 eröffneten Magritte Museum im Stadtzentrum, befinden sich im Brüsseler Stadtteil Ixelles zwei Künstlermuseen, die ebenfalls Teil der Königlichen Museen der Schönen Künste sind. Bereits seit 1868 ist das Antoine-Wiertz-Museum für das Publikum geöffnet, während das Constantin Meunier Museum erst seit 1978 zu den Königlichen Museen gehört.